# クラウス・オストヴァルト
クラウス・オストヴァルト（Klaus Ostwald、1958年8月26日 - ）は、ドイツ、ザクセン州フォークトラント郡バート・エルスター（w:en:Bad Elster）出身の元スキージャンプ選手。クリンゲンタールスキークラブ（w:de:SC Dynamo Klingenthal）に所属し1970年代末から1980年代にかけて東ドイツ代表として活躍した。

## プロフィール
1979/80シーズンのジャンプ週間で総合4位と好成績をあげ、1980年のレークプラシッドオリンピックでは90m級に出場、15位となった。
1982年の世界選手権では70m級16位、90m級では4位入賞し、団体戦でも4位となった。
1983年のスキーフライング世界選手権（チェコスロバキア、ハラコフ）では183m飛ぶなどして金メダルを獲得した。
1983/84シーズンのジャンプ週間ではイェンス・バイスフロクに次ぐ総合2位（自己最高位）となり、1984年サラエボオリンピックでは70m級個人13位、90m級個人26位、世界選手権の団体戦で銀メダルを獲得した。
翌1984/85シーズンのジャンプ週間で総合3位、1985年ノルディックスキー世界選手権では70m級6位、90m級11位、団体戦で銅メダルを獲得した。
スキージャンプ・ワールドカップでは通算2勝（2位3回3位4回）、総合では1983/84シーズンに7位となったのが最高位である。
1987年に現役引退した。